# عمر راموس
عمر راموس (انگلیسی: Omar Ramos؛ زادهٔ ۲۶ ژانویهٔ ۱۹۸۸) بازیکن فوتبال اهل اسپانیا است.
از باشگاه‌هایی که در آن بازی کرده‌است می‌توان به باشگاه فوتبال اوئسکا، باشگاه فوتبال رئال وایادولید، باشگاه فوتبال آلمریا، باشگاه فوتبال لگانس، و باشگاه ورزشی تنریف اشاره کرد.
وی همچنین در تیم ملی فوتبال زیر ۲۱ سال اسپانیا بازی کرده‌است.